# 圖爾特門納河
46°18′28″N 7°41′24″E / 46.30791°N 7.69012°E

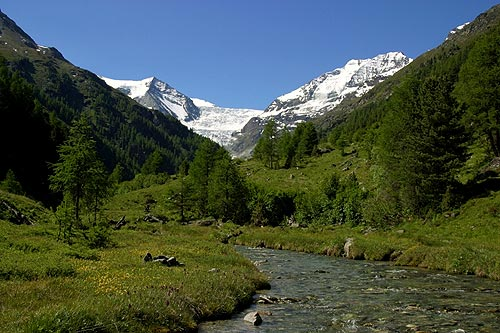

圖爾特門納河是瑞士的河流，位於該國西南部，流經瓦萊州，屬於羅訥河的左支流，河道全長18公里，流域面積113平方公里，流經圖爾特曼湖。